# Yasmin Levy
Yasmin Levy (Jeruzalem, 23. prosinca 1975.) kćer je Yitzhaka Isaaca Levya, koji ju je podučio ladinskoj glazbi i kulturi. Yasmin Levy je sefardskog podrijetla koja pjeva ladinsku glazbu s primjesama flamenca. Njen album prvijenac, Romance & Yasmin, objavljen 2000., postao je međunarodno poznat kada je ponovno objavljen 2004., kojeg je BBC Radio 3 World Music Awards nominirao za najbolji debitantski album 2005. Njen treći album, Mano Suave objavljen 2007., postiže komercijalni uspjeh, uspinjući se na top ljestvice u Francuskoj i Švedskoj:Na skandinavskim ljesticima upada u top 10.

## Diskografija
Studijski albumi
- 2000. - Romance & Yasmin
- 2005. - La Judería
- 2007. - Mano Suave
- 2009. - Sentir
- 2012. - Libertad
- 2014. - Tango
- 2017. -  Rak Od Layla Echad ('Just one more night')

Albumi live
- 2006. - Live at the Tower of David, Jerusalem